# Volkswagen Polo
O Volkswagen Polo é um automóvel fabricado pela Volkswagen no Brasil desde 2002, e na Alemanha desde 1974.
À época, representou um avanço em termos de qualidade de produção na Volkswagen brasileira, pois trouxe inovações como corte de chapas e soldas feitas a laser, o que aumentou a qualidade construtiva e a rigidez estrutural, bem como diminuiu o volume de solda utilizado e consequentemente o custo final de montagem.
O Polo brasileiro não tem todo o refinamento tecnológico presente no modelo europeu, contudo, incorpora a razoável tecnologia em termos de segurança passiva e ativa (4 estrelas para adultos e 1 estrela para pedestres EuroNCAP). Dentre os componentes de segurança presentes, destacam-se os airbags (opcional) e a célula de absorção de impacto de deformação programada. A partir de 2004, o modelo foi dotado de motorização flexível em combustível (Flex), que pode queimar tanto álcool quanto gasolina, em qualquer proporção.
O atual Polo brasileiro também se tornou base de estilo da Volkswagen brasileira, pois cedeu sua plataforma à construção do Volkswagen Fox e a partir de 2008 essa plataforma passou a ser utilizada no Volkswagen Gol.
Até março de 2014, o Polo estava disponível na configuração hatchback e sedan (esse que seria substituido mais tarde pelo Volkswagen Virtus), sendo produzido na planta de São Bernardo do Campo (SP, São Paulo). O Polo Hatch/Sedan fabricados no Brasil eram exportados para toda a América Latina, com grande êxito em mercados como México, Chile e a América Central. Todavia, não foi comercializado na Argentina, já que no país vizinho a VW produzia a antiga geração do Polo europeu com a velha plataforma do Seat Cordoba, lançada em 1995 e que sobreviveu até 2010 com algumas pequenas maquiagens, e sobretudo por seu custo benefício no país vizinho. O Polo argentino já foi vendido no Brasil no fim da década de 1990 com o nome de Polo Classic, mas não obteve sucesso. Deixou de ser importado com o lançamento do modelo nacional, muito mais moderno e alinhado com o Polo europeu. Atualmente, o Polo Classic argentino é exportado ao México com o nome de VW Derby.
No fim de 2006, o Polo Hatch e Sedan brasileiros passaram por uma reforma visual que os alinhou com o estilo do modelo europeu, aumentando ainda mais o cacife do modelo VW para brigar pela liderança dos compactos Premium.
No primeiro trimestre de 2009, foi lançada na Europa a quinta geração do modelo com desenho fortemente inspirado no Volkswagen Scirocco. A imprensa especializada cogita que o modelo não venha para a América Latina nem vá aos Estados Unidos, mas que seja desenvolvida uma versão especialmente para esses mercados, tendo em vista o gosto dos locais, por carros de maior espaço, devido à faixa de preço que o Polo ocupa.
Em Junho de 2017, a Volkswagen apresentou na Europa o New Polo (Novo Polo, em português), lá fora, foi apresentada também a nova geração da versão GTI, com motor 1.8 turbo de 192cv e transmissão automática DSG de 7 velocidades, porém essa versão não chegou ao Brasil e por aquele momento nos contentamos com as versões: 1.0 MPI Flex (75cv na gasolina e 84cv no etanol), aliado a um câmbio manual de 5 marchas, Comfortline/Highline 1.0 200 TSI (116cv na gasolina e 128cv no etanol), aliado a um câmbio automático Tiptronic de 6 marchas e o Polo 1.6 16V MSI 4 cilindros (110cv na gasolina e 117cv no etanol), aliado somente ao câmbio manual, mas dessa vez de 6 velocidades.
Em Janeiro de 2020, a Volkswagen anunciou o Polo GTS, versão esportivada do hatch, para nos contentarmos com a falta do Polo GTI no Brasil. A produção do hot hatch seria feita na planta de São Bernardo do Campo, o veículo contaria com motor 1.4 250 TSI 4 cilindros, já presente na época em carros como o T-Cross, Jetta TSI e Virtus Exclusive, com 150cv de potência, 25,5 kgfm e câmbio automático Tiptronic de 6 velocidades, no mesmo mês, o carro já chegou as lojas, mas infelizmente não foi um sucesso de vendas, sendo o carro menos vendido da linha no Brasil, representando apenas entre 3% a 5% das vendas da gama Polo.
Em Março de 2025, o Polo GTS teve sua produção encerrada no Brasil, e será substituido pelo Nivus GTS, o SUV Coupé Compacto chegará com a mesma configuração e o mesmo motor EA211 1.4 TSI do Polo GTS, já foi anunciado em Outubro de 2024 e está previsto para chegar ao Brasil no primeiro semestre de 2025.

## Primeira geração
A primeira geração utilizava a mesma plataforma do Audi 50, ganhou um facelift em 1979.

## Segunda geração

### Versão G40
Uma versão com compressor chamada Volkswagen Polo G40 foi lançada em maio de 1991. Baseada num design já com nove anos quando foi lançada, foi bastante vendida em algumas partes da Europa, onde uma grande percentagem desses carros ainda circulam.

## Terceira geração
A terceira geração do Polo foi fabricada inclusive na Argentina e entrou e produção nestas versões: sedan (Volkswagen Polo Classic), furgão (Volkswagen Van, também chamada de Vw Polo Caddy ou simplesmente Volkswagen Caddy.), hatchback (simplesmente VW Polo) e carrinha (Vw Polo Variant)
Ambos os modelos tiveram um facelift em 1999/2000 no tipo de letra, embora só na versão hatchback é que houve mudanças nas luzes traseiras.
Apesar de vir da Argentina, o Polo Classic dispunha da versão 1.8 Mi equipada com o motor brasileiro AP 1800, que no ano de 1997 tinha acabado de ganhar injeção multiponto para equipar Gol, Parati, Santana e Quantum.
A Van era equipada com o motor AP 1600 também com injeção multiponto.
Edição especial Harlequin
Em 1996, o Polo teve essa edição especial limitada a 3000 unidades que tinha o pormenor de que o carro na lateral teria quatro cores, embora um holandês conseguiu criar um Polo Mark 6 Harlequin.
Seu nome deriva de Harley Quinn, um artista italiano.

## Quarta geração
Inicio da Produção no Brasil em 2002
Esta geração foi a primeira a ser fabricada no Brasil, na fábrica de São Bernardo do Campo - SP, de onde saíam o Santana, Parati, Kombi e algumas versões do Gol.
A planta foi modernizada e recebeu robôs de última geração para montar o modelo, que tinha como principal característica os faróis redondos divididos.
Coube ao Polo introduzir importantes inovações da VW no país como:
Nova plataforma "PQ-24" que deu origem a modelos como o Fox e a nova geração do Gol.
Direção eletro-hidráulica (O primeiro VW com esta tecnologia);
Introdução da solda a laser no modelo, o que proporcionou uma carroceria mais rígida e segura;
Amortecedor como sustentação do capô do motor.
O modelo dispunha de dois tipos de motores, o EA 111 1.6 de 8 válvulas, lançado no ano anterior para o Golf, com acelerador eletrônico E-gas. Também podia ser equipado com o motor EA 113 2.0 de 8 válvulas, também do Golf. Ainda em 2003 foi oferecida uma versão com o motor 1.0 16V de Gol e Parati, porém, como ocorreu com o Polo Classic em 2001, esta motorização não foi bem aceita e os poucos carros vendidos acabaram virando problemas no mercado dos usados.
Chegada da tecnologia Flex
Em 2005 o Polo, equipado com motor 1.6 passou a ser flex, aproveitando do mesmo usado pelo Fox desde 2003. A partir deste ano os modelos com este motor perderam a direção eletro-hidráulica, ficando com a hidráulica convencional.
Atualização no design e novas tecnologias.
Em 2006, para o modelo 2007 o Polo recebia uma atualização em seu design. Na dianteira os faróis deixaram de ser bi partidos e passaram a ter o mesmo design mundial da marca. Com isso os para-choques também ganharam novo desenho. Na traseira a vigia passou a ter recorte em "V" na sua base, além de receber novas lanternas mais modernas.
Nesta nova "geração" o modelo passou a vir equipado com sensor de estacionamento e ar condicionado de série desde a versão Plus.
Coube ao Polo, introduzir novamente, novas tecnologias aos carros da VW.
Em 2009 o modelo podia vir equipado com a transmissão automatizada I-Motion nas versões 1.6;
Também em 2009, as versões com motor 2.0 (EA 113) passaram a ser flex.
Em 2010 o Polo passou a oferecer uma versão denominada E-Flex. Esta versão era equipada com o motor 1.6 flex, mas não tinha reservatório de partida a frio, mas sim partida aquecida.
Neste mesmo ano, o carro ganhou a versão "Bluemotion", otimizada para gerar menor consumo e maior eficiência. Foi o primeiro Volkswagen a ter a versão Bluemotion. Esta versão tinha pneus verdes (menor atrito), e apêndices aerodinâmicos para diminuir o arrasto. O modelo vinha com o mesmo motor da "E-Flex" e marcou a volta da direção eletro-hidráulica ao motor 1.6.
Em 2011, já como modelo 2012, o modelo ganhou novos para-choques, estes ficaram até a despedida do modelo em 2014.

### Versão GTI
O Polo GTI vendido no Brasil é o modelo 9N3 (geração 4 - facelift) ano 2006/2007.
Foram trazidas 30 unidades, sendo 20 unidades Vermelho Flash e 10 unidades Prata Sirius.
Todos em versão 02 portas com o mesmo pacote de opcionais, ar digital e estepe aro 16 de liga leve (modelo Denver). Não contavam com teto solar, sensor crepuscular e sensor de chuva.
Conta com bancos tipo Recaro em tecido com padronagem Interlagos e apoios lombares.
Dispõem de Freios ABS com EBD e ASR, Controle de tração - TCS e Controle de estabilidade - ESP e quatro airbags, sendo 02 frontais e 02 laterais.
Seu peso é de 1.160 kg, motor 1.8 20V Turbo de 150 cv. De 0 a 100 Km/h em 8,2 segundos (dados oficiais divulgado pela VW Brasil). Em medições realizada pela revista Quatro Rodas atingiu 100 Km/h em 7,9 segundos.
Seu preço de venda zero quilometro foi de R$99.800,00 (noventa e nove mil e oitocentos reais).

## Sexta geração
Em 25 de Setembro de 2017 a VW passou a oferecer o Polo em seu portfólio de modelos do Brasil.
Uma geração completamente nova, já pertencente a plataforma MQB, que deu origem a nova geração do Jetta e da T-Cross (SUV).
Versões e Motorizações
O Polo possui as seguintes versões de acabamento:
1.0 MPI - Básica, com o mesmo motor EA 211 1.0 de 12 válvulas que equipa também o Fox e o Gol. A versão rende 84 cv e só pode vir equipada com transmissão manual de 5 marchas.
MSI - Intermediária com motor EA 211 1.6 16V de 117 cv com etanol. Esta versão pode vir com transmissão manual de 5 marchas ou automática sequencial de 6 marchas.
Comfortline - Intermediária de luxo, equipada com motor EA 211 1.0 12V Turbo (TSI). A versão rende 128 cv com etanol e vem equipada somente com transmissão automática sequencial de 6 marchas.
Highline - Versão de luxo, equipada com motor EA 211 1.0 12V Turbo (TSI). A versão rende 128 cv com etanol e vem equipada somente com transmissão automática sequencial de 6 marchas.
Tecnologias e Equipamentos
Todas das versões do Novo Polo já vem de série com direção elétrica, ar condicionado, travas, vidros e retrovisores elétricos, além de Freios ABS, 4 air-bags, controle de tração e estabilidade.
A partir da versão Comfortline, como opcional, o carro pode vir com chave presencial e partida por botão.
A versão Highline pode vir equipada com painel digital "Info Active Display".
As versões Comfortline e Highline vem equipadas com volante multifuncional e borboletas para a troca de marchas, além dos freios a disco nas quatro rodas.
Versão GTS
Desde 2020, o Polo conta com a versão GTS, uma alusão aos esportivos dos anos 80, Gol e Passat GTS.
O modelo difere dos outros com mudanças estéticas como rodas exclusivas, uma faixa que acompanha toda a dianteira do carro, passando pelos faróis.
Mecanicamente, o Polo GTS usa o mesmo motor do Jetta, o 250 TSI, 1.4 16V que rende 150 cv de potência com etanol.
Em 2021 o Polo GTS Será desencadeado Por Um Iveco Trakker Hi-Land, Renault Nueva Kangoo, Renault Kangoo Z.E. (Argentina), Fiat Fiorino (2021 Facelift) e Opel Movano lll
Segurança

Avaliado pelo Latin NCAP, o modelo entra para a galeria dos modelos mais seguros do mundo e do Brasil, ostentando 5 estrelas na proteção de adultos e crianças.

## Curiosidades
Polo Classic 1.8 Mi
Ao final de 1996, houve uma versão sedan do Polo europeu de 3a. geração, chamada de Polo Classic, que vinha para o Brasil importada da Argentina. Essa versão deixou de ser importada com o lançamento da linha Polo brasileira, em 2002, contudo, permaneceu sendo vendida no México, com o nome de Volkswagen Derby, onde coexistiu com a versão sedan, que foi exportada para o México vinda do Brasil. Assim como os gêmeos Volkswagen Apollo e Ford Verona dos anos 90, o Polo Classic também tinha uma versão idêntica importada da Espanha, mas com a insígnia de Seat Córdoba, fabricado pela Seat subsidiária da Volkswagen na Espanha, versão esta que também deixou de ser trazida para o Brasil após ser reestilizada na Espanha.

## Competições
Apesar de muito popular e de ser comercializado em muitos países, o Polo participa de poucas competições. Na Índia é produzida a versão Polo Cup, equipado com motor 1.6 common-rail diesel, de 130 cavalos de potência e câmbio  manual de seis marchas. Fará sua estréia automobilística em junho.
Polos Mark IV  tiveram participações no Campeonato Mundial de Rali Júnior (JWRC).

## Galeria

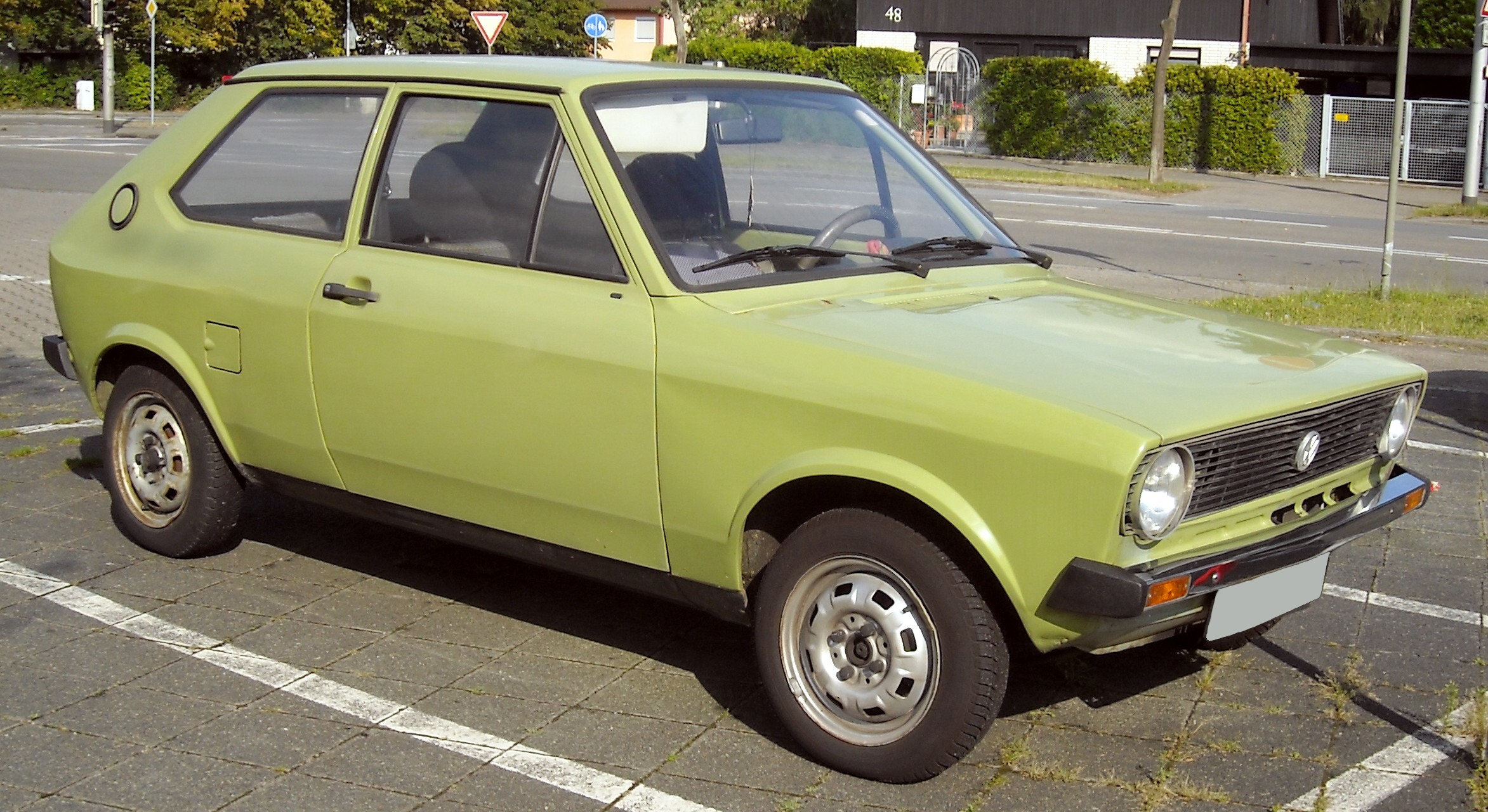
Mark I (1975-1981) Não fabricado no Brasil. Edição Inicial.
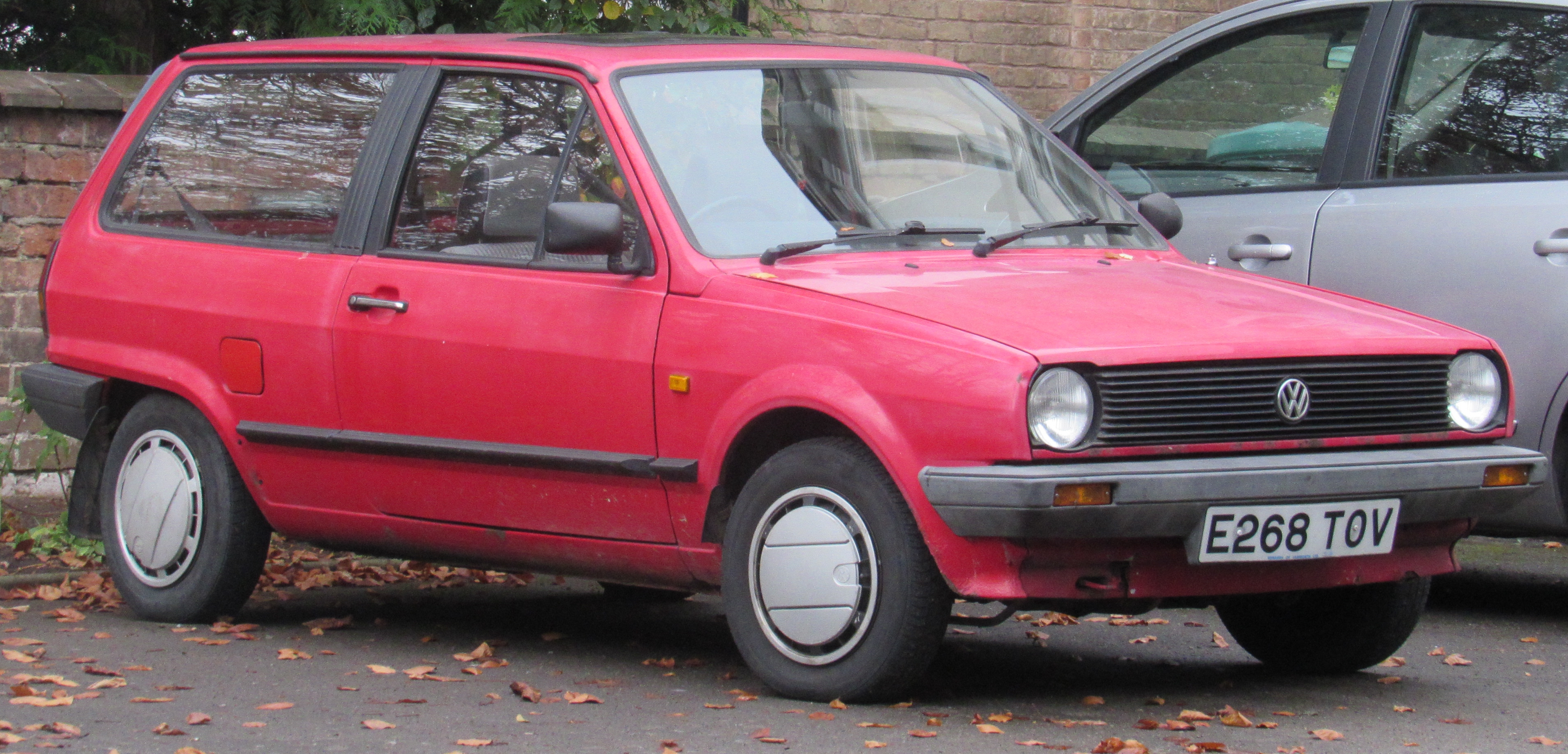
Mark II (1981-1994) Não fabricado no Brasil
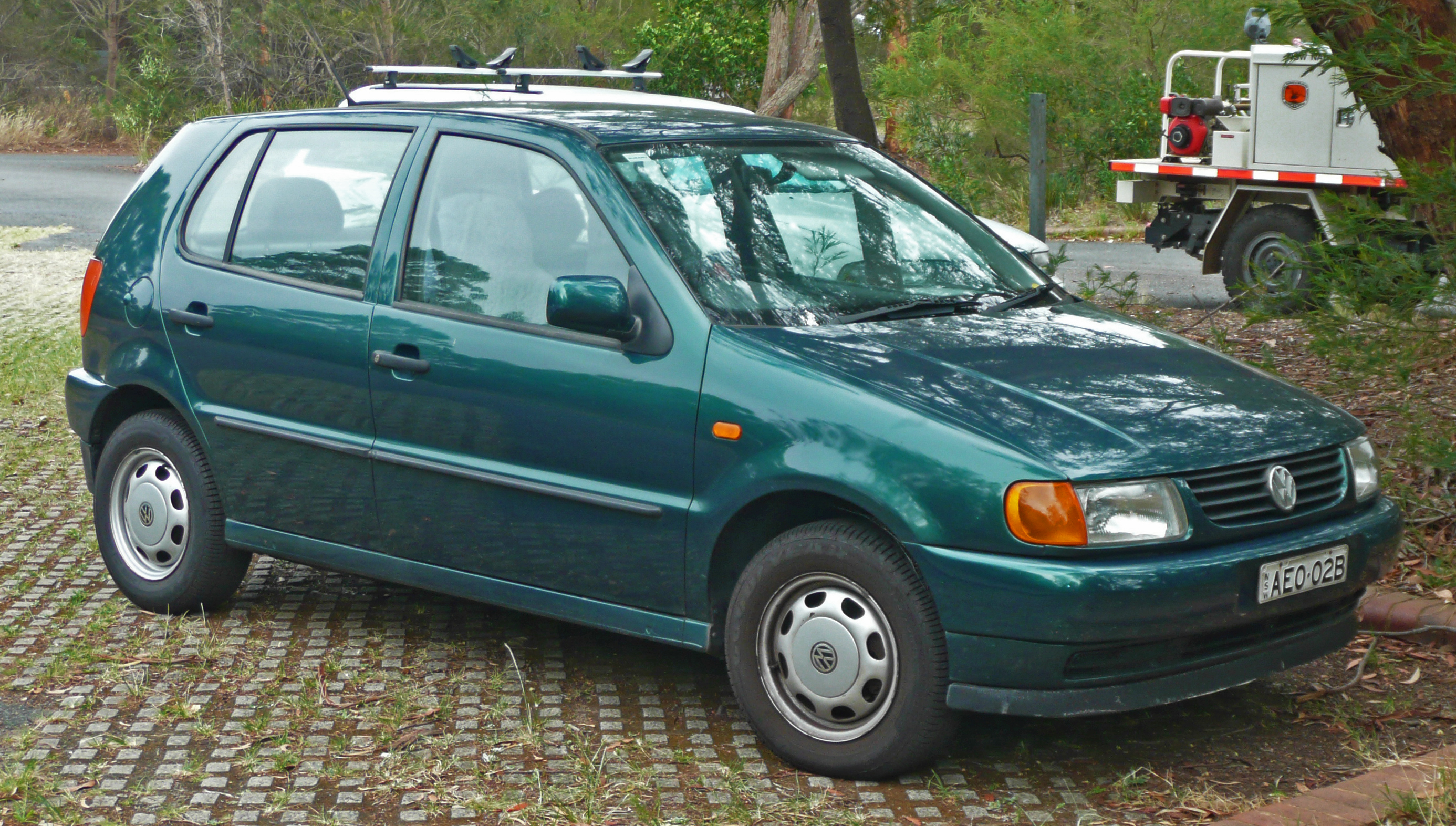
Mark III (1994-2003, também chamado de 6n/6n2) Fabricado no Brasil apenas a versão Sedan.
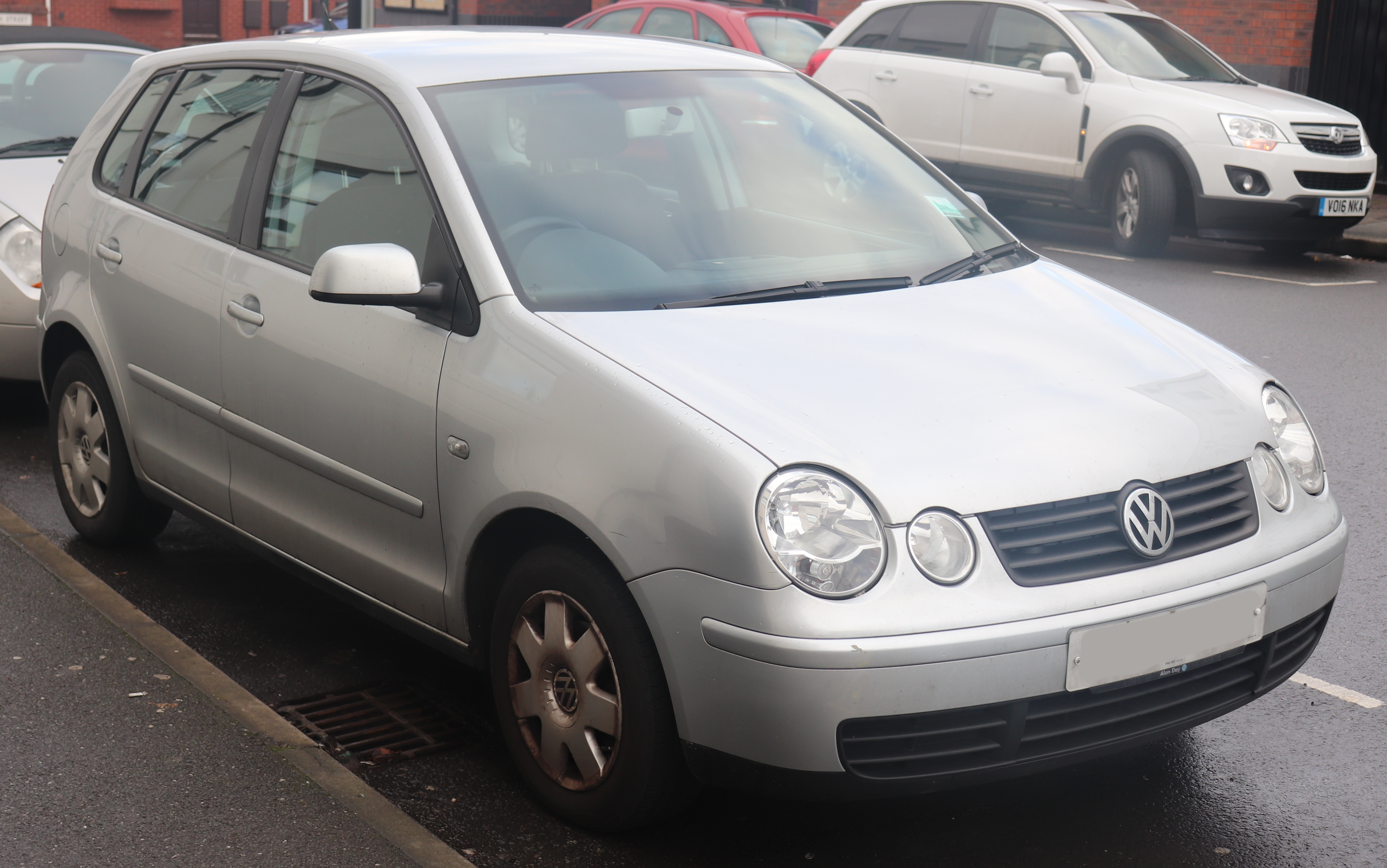
Mark IV (2002-05) Tipo 9N1 (edição original)
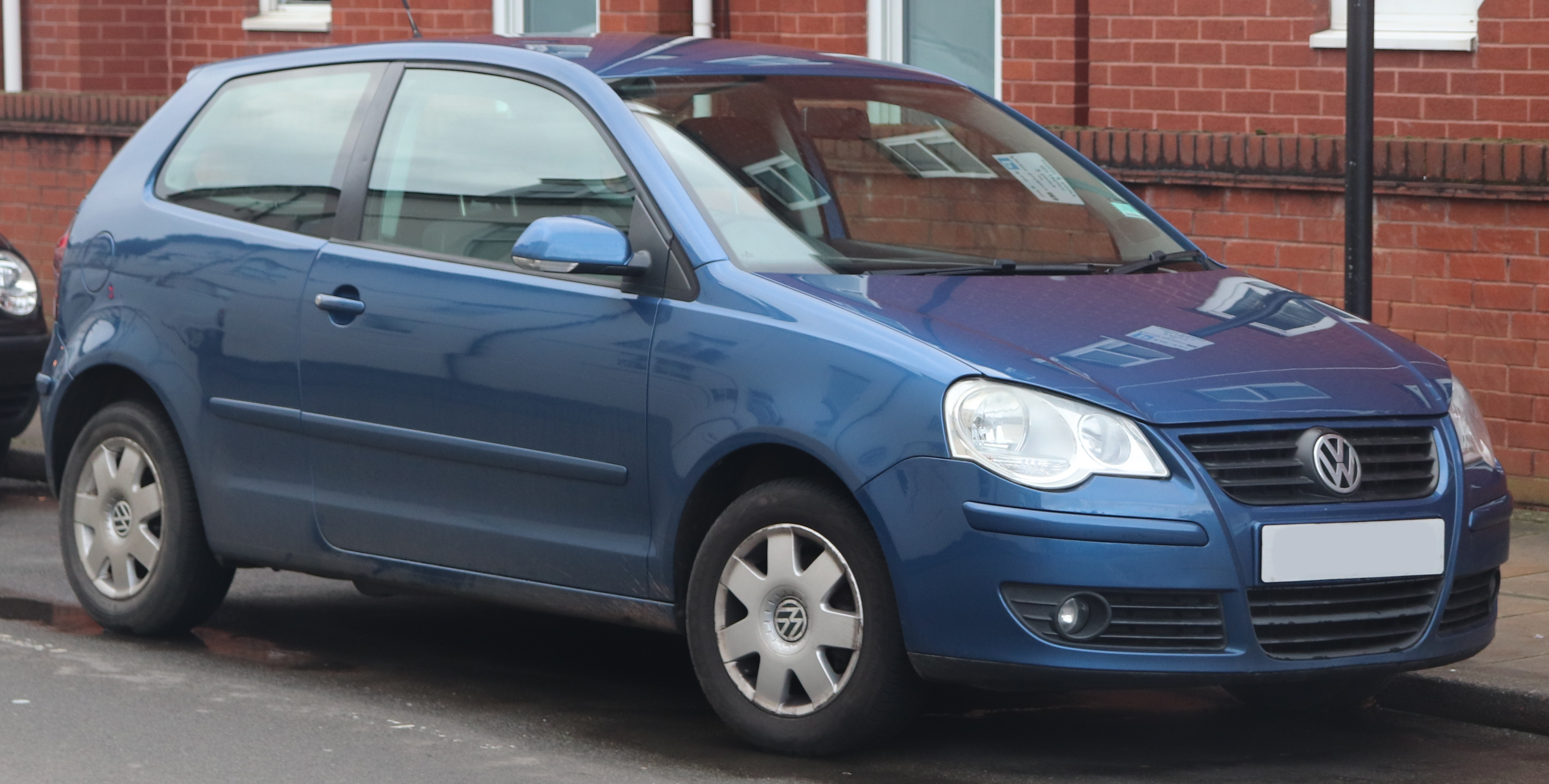
Mark IV (2006-2014) Tipo 9N2 (facelift)
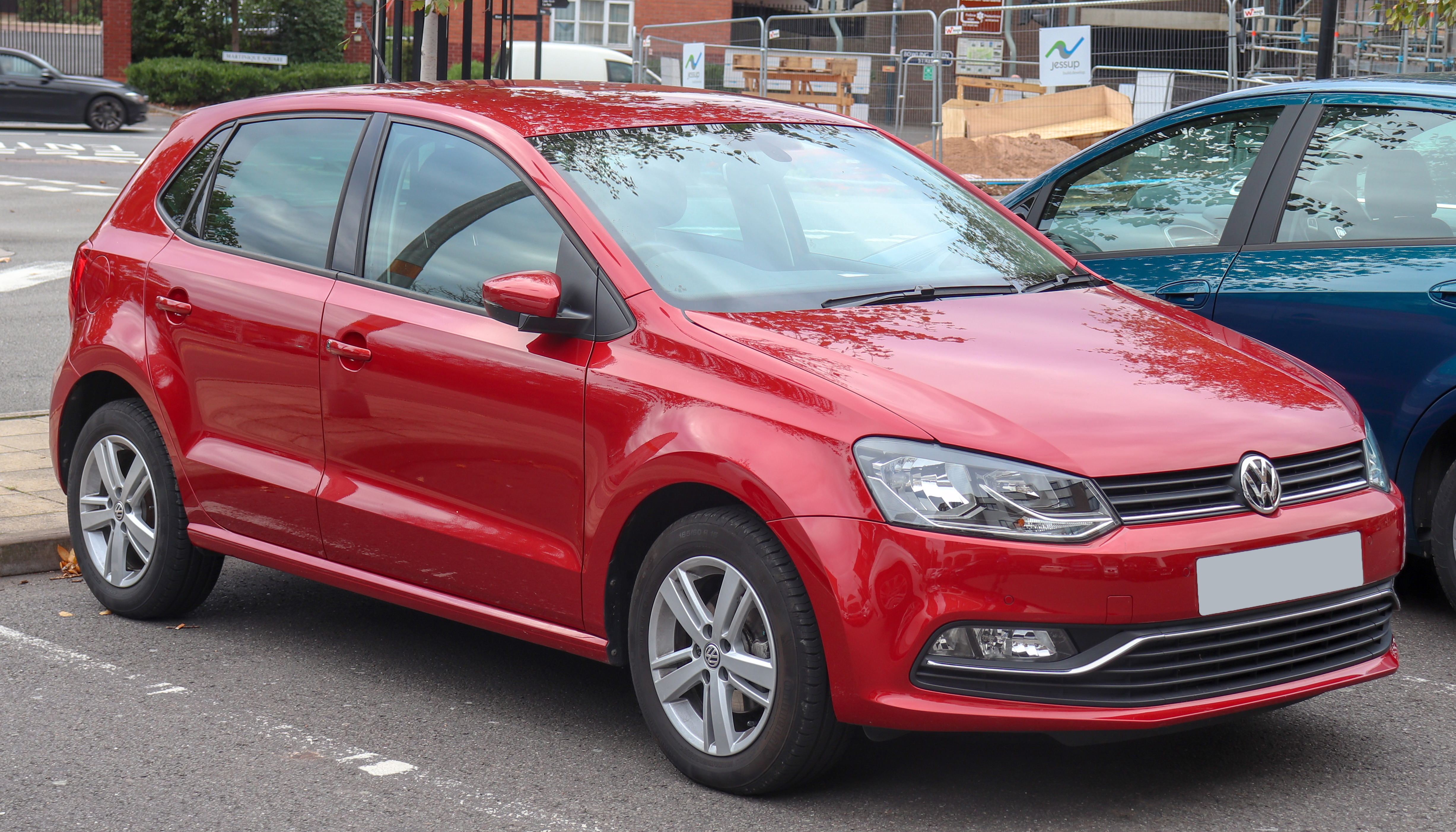
Mark V (2009-2017) Não fabricado no Brasil
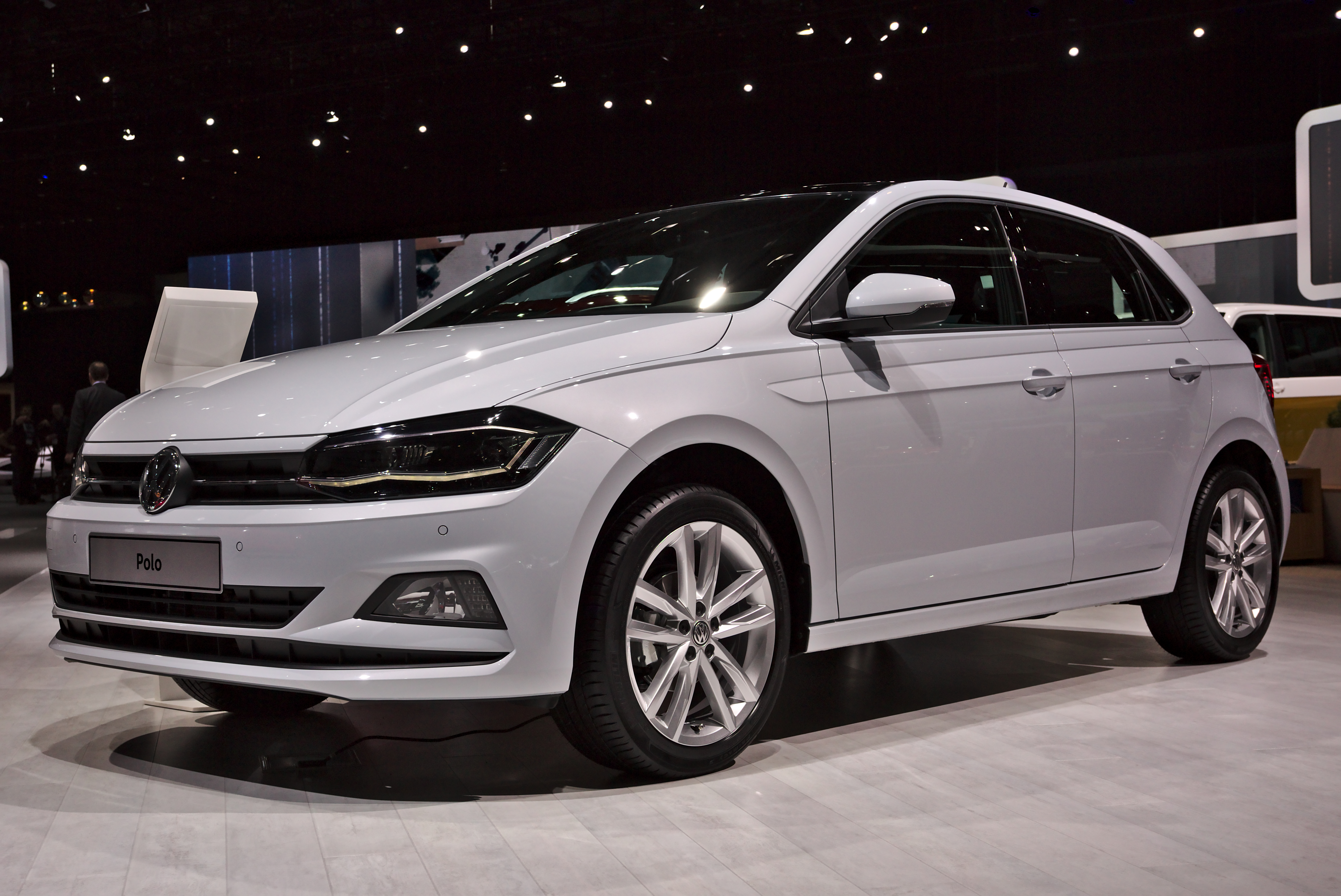
Mark VI (2017-2021) (edição original)
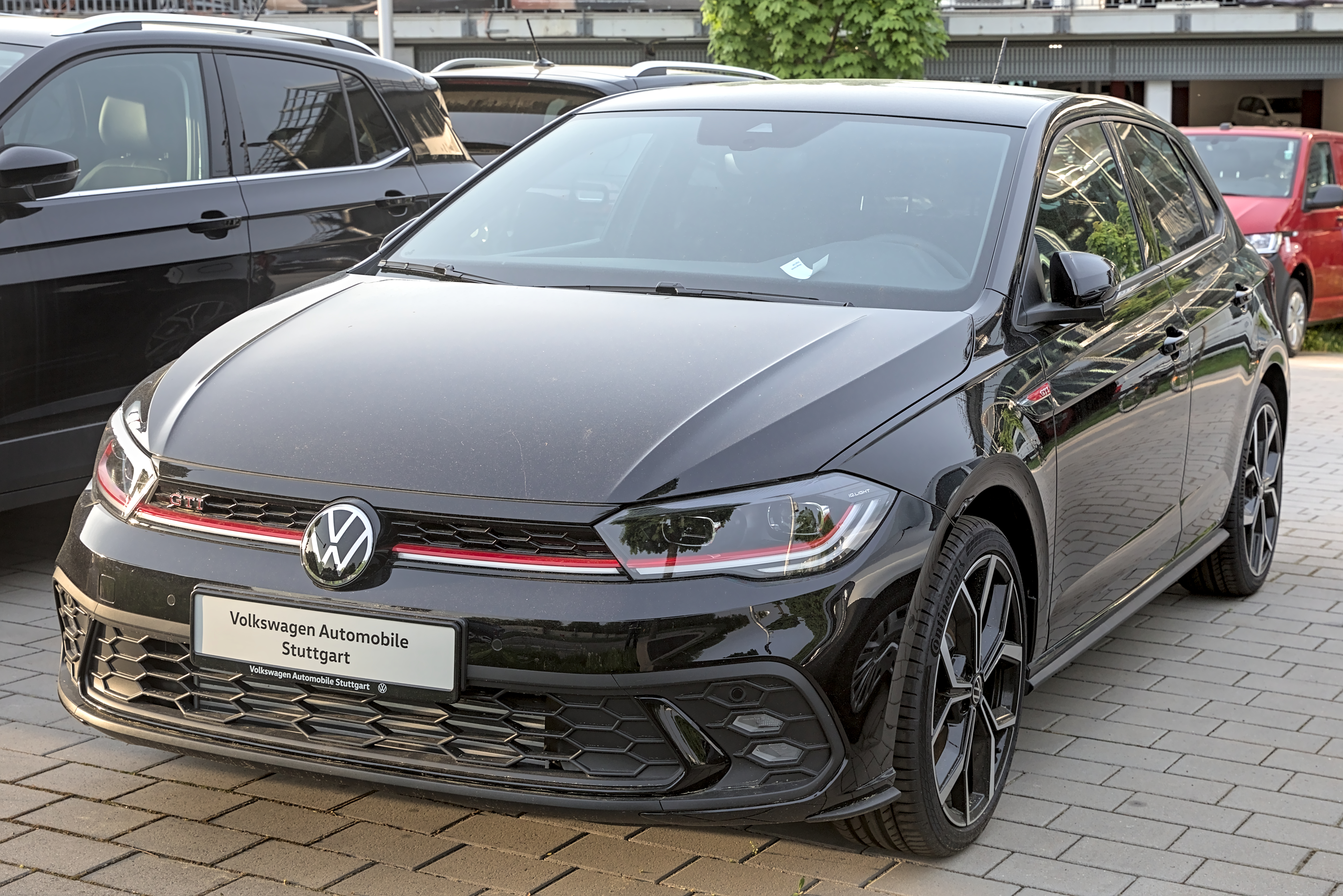
Mark VI (Facelift) (desde 2021)